# کروزیروی برزیل
کروزیروی برزیل (به انگلیسی: Brazilian cruzeiro) (به زبان بومی: cruzeiro) یکای پول رایج در کشور برزیل است. مسئولیت کنترل این یکای پول برعهدهٔ بانک مرکزی برزیل قرار دارد.